# Francine Prose
Francine Prose (Brooklyn, Nova York, 1 d'abril del 1947) és una escriptora estatunidenca.
Va estudiar a la Universitat Harvard (1969). La seva experiència professional és extensa: ha estat professora de creació literària a la Universitat Harvard, Cambridge, el curs 1971-72; professora convidada de narrativa a la Universitat d´Arizona, Tucson, entre el 1982 i 1984; professora adjunta del programa de Belles Arts al Warren Wilson College, Swannanoa, el1984; i professora a la Conferència d'Escriptors Breadloaf l'estiu del 1984. Ha publicat narracions i articles a les revistes següents: Mademoiselle, Redbook, Harper's Bazaar, Glamour, New York Times Magazine, Atlantic, Village Voice i Commentary.

## Publicacions

### Novel·les
- 1973: Judah the Pious, Atheneum (Macmillan reissue 1986 ISBN 0-8398-2913-2)
- 1974: The Glorious Ones, Atheneum (Harper Perennial reissue 2007 ISBN 0-06-149384-8)
- 1977: Marie Laveau, Berkley Publishing Corp. (ISBN 039911873X)
- 1978: Animal Magnetism, G.P. Putnam's Sons. (ISBN 0399121609)
- 1981: Household Saints, St. Martin's Press (ISBN 0-312-39341-5)
- 1983: Hungry Hearts, Pantheon (ISBN 0-394-52767-4)
- 1986: Bigfoot Dreams, Pantheon (ISBN 0-8050-4860-X)
- 1992: Primitive People, Farrar, Straus & Giroux (ISBN 0-374-23722-0)
- 1995: Hunters and Gatherers, Farrar, Straus & Giroux (ISBN 978-0-37-417371-5)
- 2000: Blue Angel, Harper Perennial (ISBN 978-0060953713)
- 2003: After, HarperCollins (ISBN 0-06-008082-5)
- 2005: A Changed Man, HarperCollins (ISBN 0-06-019674-2) – winner of the 2006 Dayton Literary Peace Prize for fiction
- 2008: Goldengrove, HarperCollins (ISBN 0-06-621411-4)
- 2009: Touch, HarperTeen (ISBN 978-0-06-137517-0)
- 2011: My New American Life, Harper (ISBN 978-0-06-171376-7)
- 2012: The Turning, HarperTeen (ISBN 978-0-06-199966-6)
- 2014: Lovers at the Chameleon Club, Paris 1932, Harper (ISBN 978-0061713781)

### Històries curtes
- 1988: Women and Children First, Pantheon (ISBN 0-394-56573-8)
- 1997: Guided Tours of Hell, Metropolitan (ISBN 0-8050-4861-8)
- 1998: The Peaceable Kingdom, Farrar Straus & Giroux (ISBN 0-06-075404-4)

### Llibres infantils
- 2005: Leopold, the Liar of Leipzig, illustrated by Einav Aviram, HarperCollins (ISBN 0-06-008075-2), OCLC 52821480

### No-ficció
- 2002: The Lives of the Muses: Nine Women & the Artists They Inspired, HarperCollins (ISBN 0-06-019672-6)
- 2003: Gluttony, Oxford University Press (ISBN 0-19-515699-4) – second in a series about the seven deadly sins
- 2003: Sicilian Odyssey, National Geographic (ISBN 0-7922-6535-1)
- 2005: Caravaggio: Painter of Miracles, Eminent Lives (ISBN 0-06-057560-3)
- 2006: Reading Like a Writer, HarperCollins (ISBN 0-06-077704-4)
- 2008: The Photographs of Marion Post Wolcott. Washington, DC: Library of Congress (ISBN 978-1904832416)
- 2009: Anne Frank: The Book, the Life, the Afterlife, HarperCollins (ISBN 0-06-143079-X)
- 2015: Peggy Guggenheim – The Shock of the Modern, Yale University Press (ISBN 978-0300203486)[2]